# Dr. Alemán
Dr. Alemán es una película colomboalemana dirigida por Tom Schreiber. Filmada en el Valle del Cauca y estrenada el 8 de julio de 2008 en la competencia oficial del Festival Internacional de Cine de Karlovy Vary, contó con las actuaciones del actor alemán August Diehl y los actores colombianos Andrés Parra, Marleyda Soto y Hernán Méndez.
Obtuvo premios y nominaciones en importantes eventos a nivel internacional como los festivales Film+, Deutscher Filmpreis, Karlovy Vary, New Faces, Valladolid y Zúrich.

## Sinopsis
Un joven doctor alemán, llega a la ciudad de Cali, una de las urbes más grandes de Colombia, para trabajar en un hospital local a modo de intercambio. Al ver que un sector de la ciudad llamado Siloé presenta graves problemas sociales, decide adentrarse allí en busca de aventura. En Siloé se hace amigo de una banda callejera y se enamora de una joven, algo que le traerá un sinnúmero de problemas.

## Reparto

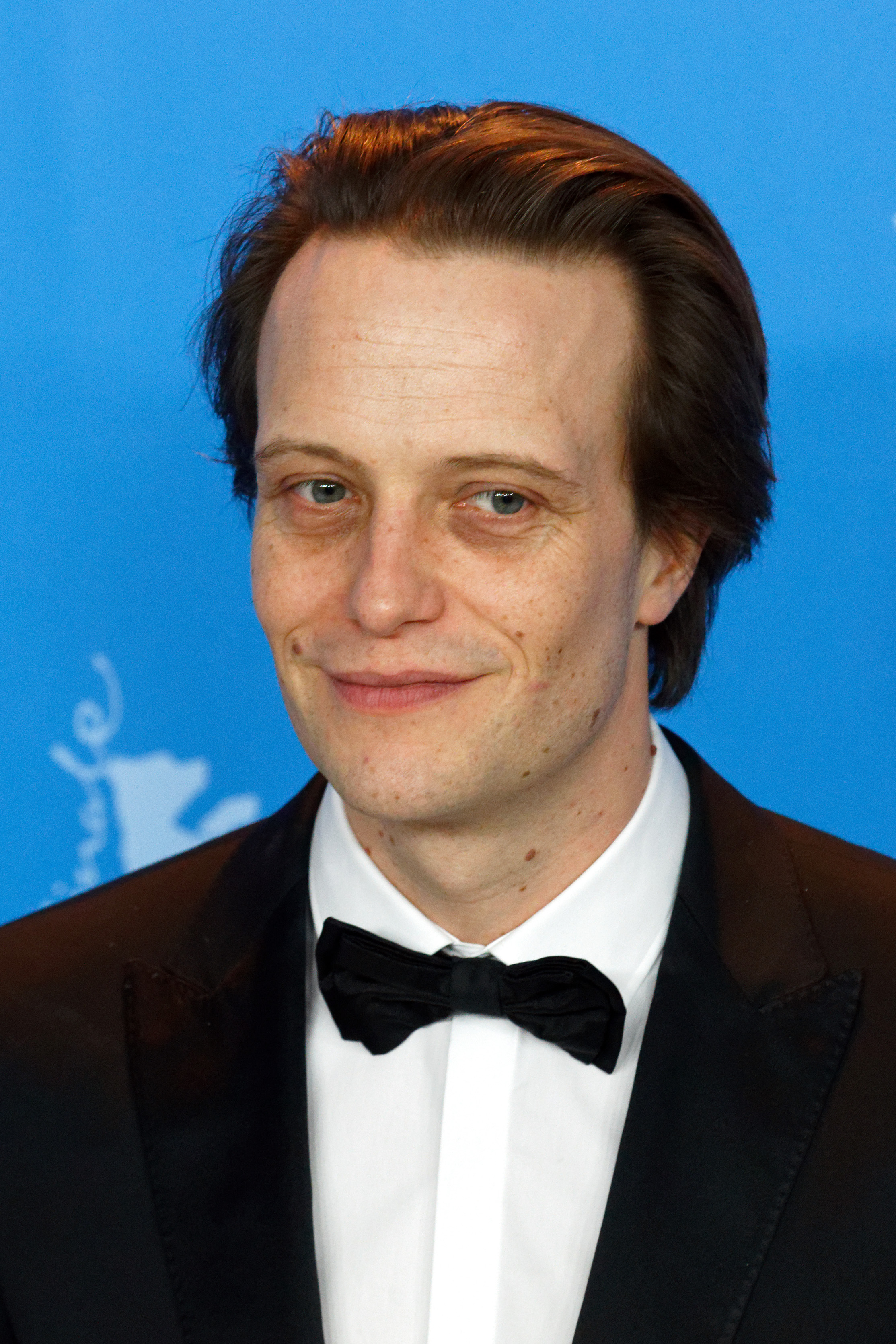
August Diehl protagonizó la película.

- August Diehl es Marc.
- Marleyda Soto es Wanda.
- Andrés Parra es Héctor.
- Hernán Méndez es el doctor Méndez.
- Víctor Villegas es el juez.
- David Steven Bravo es Pablito.